# Peninsula Sinai

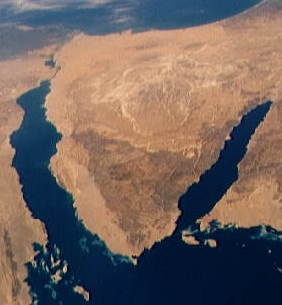
Peninsula Sinai, Golful Suez (la vest), Golful Aqaba (la east), imagine din naveta spațială STS-40

Peninsula Sinai, ori mai simplu Sinai (în limbile coptă: sina; arabă egipteană: sina سينا; arabă, sina'a سيناء) este o peninsulă de formă triunghiulară cuprinsă între Marea Mediterană la nord, Marea Roșie la sud, fiind un teritoriu al statului Egipt. Peninsula are o suprafață de aproximativ 60.000 km². 

## Topografia
Limitele sale terestre sunt: Canalul Suez la vest și granița israelo-egipteană la nord-est. Peninsula Sinai este în localizată în Asia de Sud-Vest, (numită uneori și Asia Apuseană, o denumire mult mai precisă din punct de vedere geografic decât termenul folosit în Europa – Orientul Mijlociu), în timp ce restul Egiptului se află în Africa de Nord. Peninsula este acoperită aproape în întregime de munți și deșerturi. Limita naturală estică a peninsulei este falia cunoscută cu numele de Valea Marelui Rift, falie care poate fi văzută de la valea cursului superior al râului Iordan, întinzându-se către sud prin Marea Roșie, până în Africa.

## Istoria

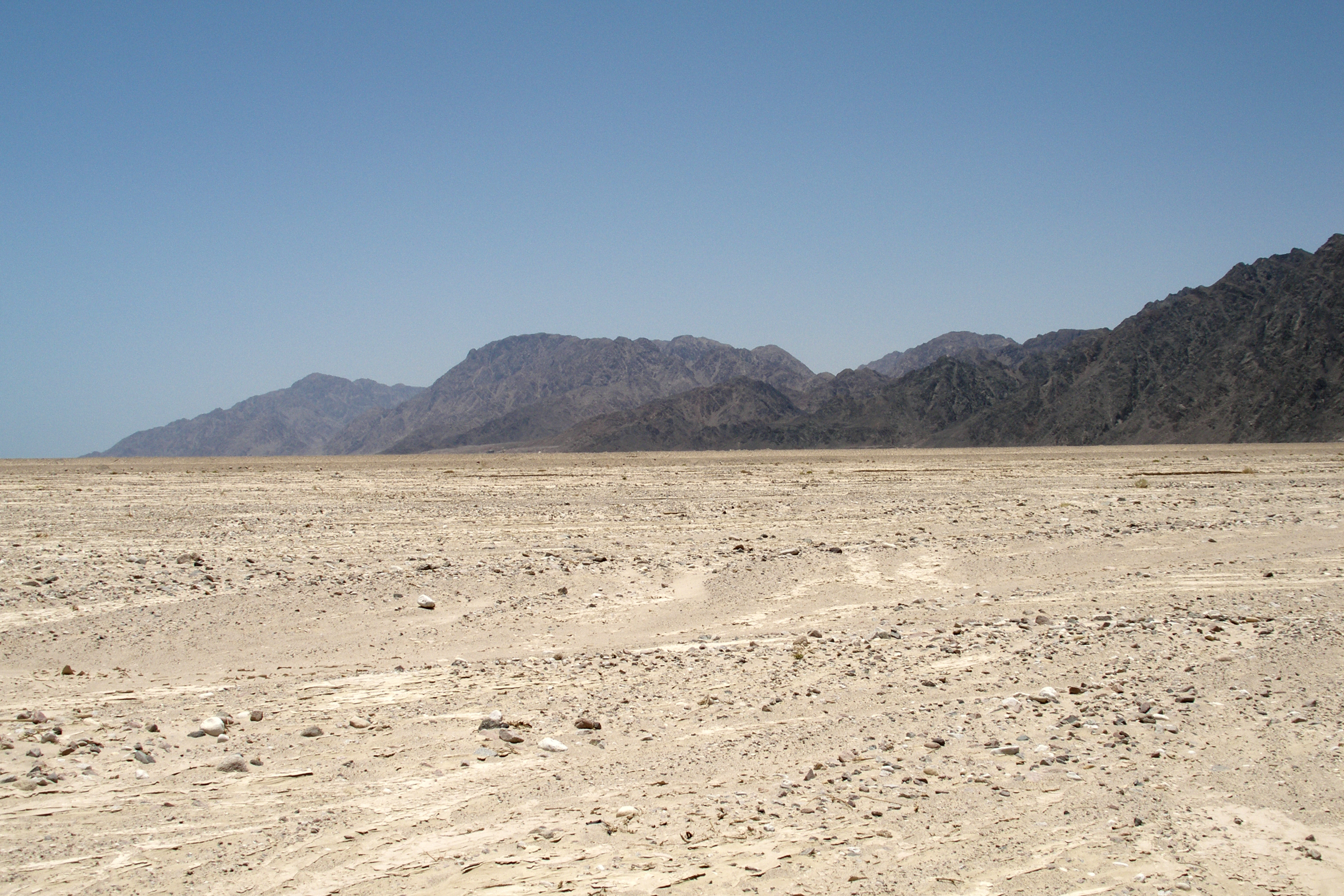

În antichitatea veche, Sinaiul era numit Mafkat sau Țara Turcoazelor. În timpul primei dinastii egiptene, sau chiar mai înainte, egiptenii exploatau două mine de turcoaz la Wadi Maghareh și Serabit el-Khadim. Aceste mine au fost exploatate sezonier timp de mii de ani. Ele sunt considerate primele mine cunoscute. 

### Istoria modernă
Mamelucii care stăpâneau Egiptul au controlat și Sinaiul din 1260 pană în 1518, când sultanul otoman Selim cel Crunt a distrus statul lor în bătăliile de la Marj Dabiq și al-Raydaniyya. Din acel monent până la începutul secolului al XX-lea, Sinaiul a făcut parte din Pașalâcul Egiptului, aflându-se timp de aproape cinci sute de ani sub controlul Imperiului Otoman. În 1906, Sinaiul a devenit parte a Egiptului aflat sub tutela Imperiului Britanic, guvernul otoman cedând presiunilor englezilor. Granița impusă de britanici era o linie aproape dreaptă, care pornea de la Rafah, de pe malul Mării Mediterane și ajungea la Taba, la Golful Aqaba. Această graniță nu a mai fost schimbată de atunci și este azi granița dintre statele moderne Egipt și Israel.
În 1948, armata egipteană a traversat Sinaiul în drumul lor către tânărul stat israelian, pe care doreau să-l invadeze. În timpul războiului arabo-israelian din 1948, forțele israeliene au intrat în zona nord-estică a Sinaiului, dar s-au retras la scurtă vreme după aceea datorită presiunilor conjugate americano-britanice. Conform termenilor armistițiului din 1949, Sinaiul, (împreună cu Fâșia Gaza), a rămas sub controlul egiptean, deși parțial dimilitarizat. 
În 1956, Egiptul s-a folosit de controlul asupra Sinaiului pentru a impune o blocadă a portului israelian Eilat. Ca urmare, forțele israeliene, sprijinite de britanici și francezi, (care doreau să recapete controlul asupra Canalului Suez), au invadat Sinaiul și au preluat controlul asupra întregii peninsule în numai câteva zile. (Consultă și articolul: Criza Suezului). Câteva luni mai târziu, Israelul și-a retras forțele din peninsulă datorită presiunilor diplomatice americane și sovietice. Pentru asigurarea păcii în regiune, a fost dislocată o forță de menținere a păcii multinațională ONU.
În 1967, Egiptul și-a întărit prezența militară în Sinai, a reînceput blocada asupra Eilatului, iar pe 16 mai a cerut forțelor ONU să părăsească regiunea. Ca răspuns, Israelul a declanșat războiul de șase zile, în care armata egipteană a fost învinsă, iar Israelul a preluat controlul întregii peninsule. Canalul Suez, al cărui mal estic era acum controlat de evrei, a fost închis.
În timpul războilui de Yom Kippur, forțele egiptene au construit poduri de pontoane peste canalul Suez și au luat cu asalt linia fortificată Bar-Lev, care era în concepția israelienilor de necucerit. În scurtă vreme, egiptenii au preluat controlul asupra celei mai mari părți a malului de est a Canalului. La încheierea războiului, militarii ambelor tabere se aflau pe ambele maluri ale Suezului, evreii aflându-se în avantaj, reușind să încercuiască o întreagă armată egipteană pe malul de est. Ca urmare a înțelegerilor de dezangajare a forțelor din Sinai, Israelul s-a retras de pe malul vestic al Suezului și de pe o fâșie de-a lungul Suezului, permințând egiptenilor să redeschidă Canalul. 
În 1979, Israelul și Egiptul au semnat un tratat de pace, prin care partea israeliană se angaja să se retragă definitiv din Sinai, (în ciuda faptului că în zonă fuseseră găsite de scurtă vreme mari rezerve de țiței). Retragerea israeliană din zonă s-a făcut în mai multe etape, luând sfârșit în 1982. Retragerea a presupus demolarea mai multor colonii evreiești ilegale, inclusiv a orașului Yamit.

## În zilele noastre

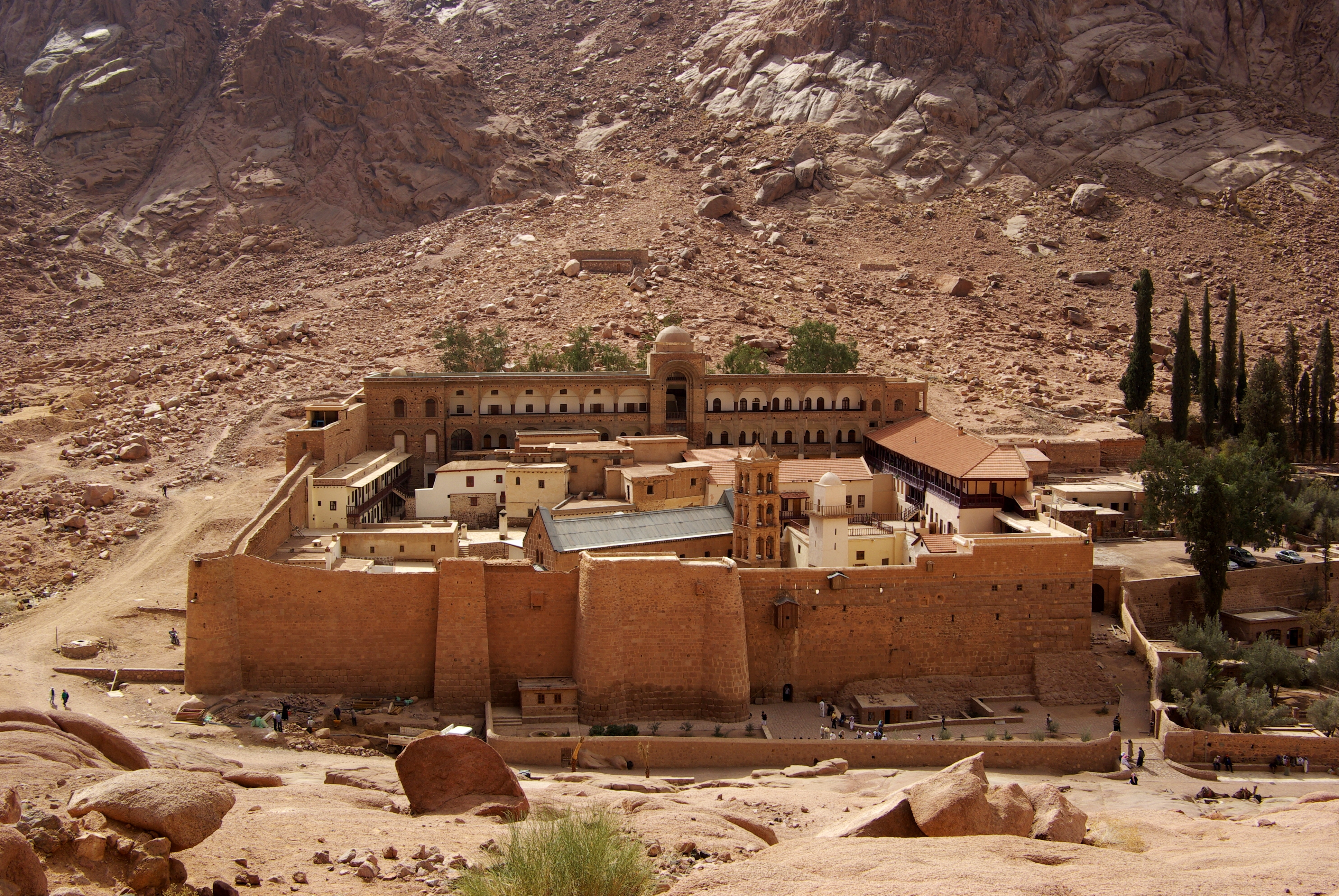
Mănăstirea Sfânta Ecaterina este cea mai veche mânăstire din lume și este cel mai cunoscut obiectiv turistic din Sinai.

Peninsula Sinai este împărțită în patru guvernorate sau provincii administrative egiptene. Marea majoritate a locuitorilor peninsulei trăiesc în guvernatoratele Sinaiul de Sud și Sinaiul de Nord. Restul locuitorilor trăiesc în zona de pe malul de est Canalului de Suez, care face parte din guvernatoratele Port Said, Ismailia și Suez,care cuprind teritorii și localități de pe ambele maluri al Canalului. Populația tuturor celor cinci guvernatorate menționate la un loc, inclusiv populația orașelor de la estul Canalului Suez, este de circa 2,300,000 locuitori. Cel mai mare centru urban al Sinaiului este orașul El Arish, de circa 128 000 locuitori (2005).